# Jakub Jodko Narkiewicz

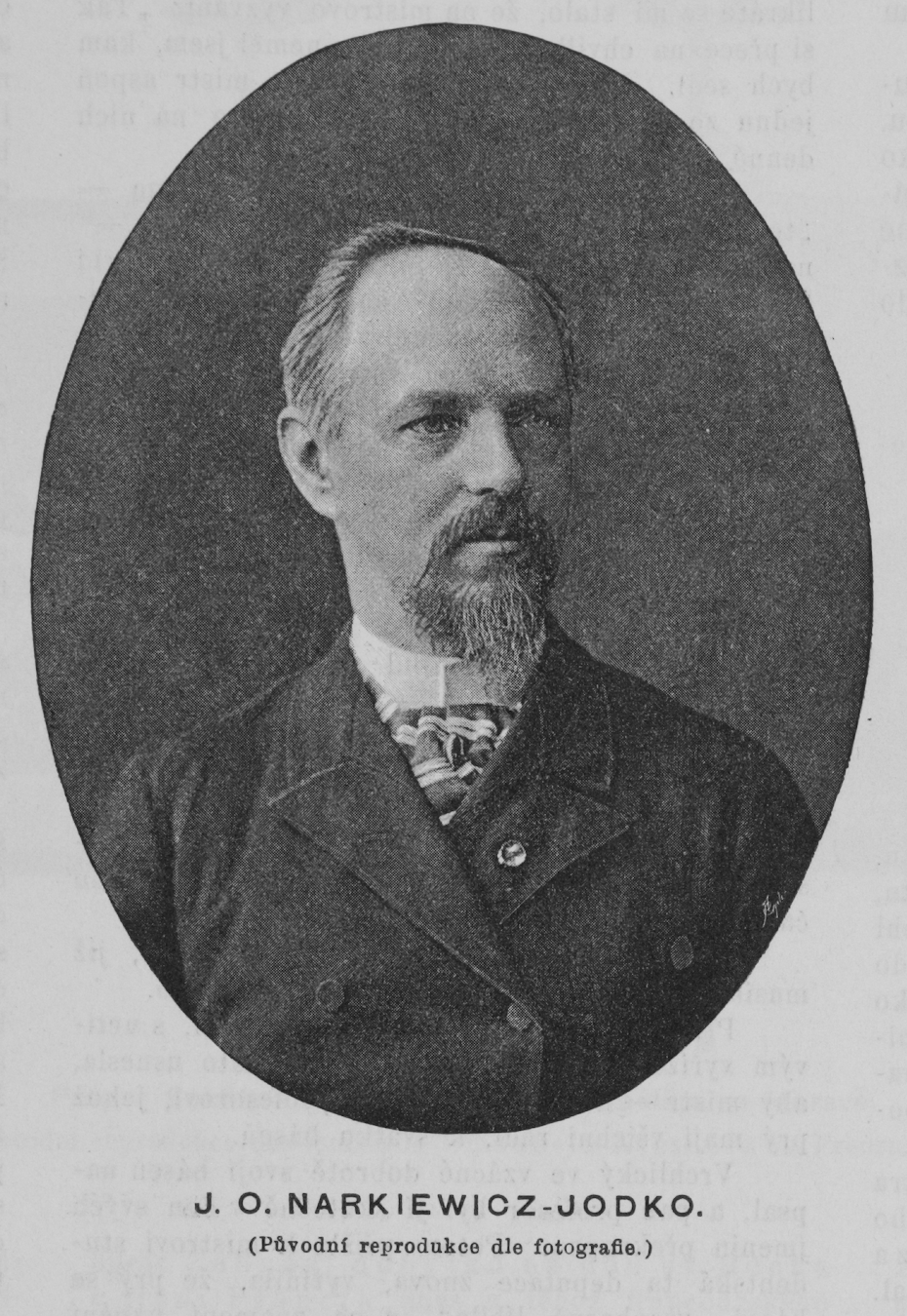
Jakub Jodko Narkiewicz (1892)

Jakub Sarmat Zygmunt Jodko-Narkiewicz z Jodek (ur. 8 stycznia 1848, zm. 1905 w Wiedniu) – wynalazca, badacz elektromagnetyzmu, lekarz, pianista, fotografik. Autor pionierskich prac nad wykorzystaniem promieniowania elektromagnetycznego do wizualizacji organizmów żywych (wynalazca „elektrografii”) oraz nad odbiorem fal elektromagnetycznych z wyładowań elektrycznych w atmosferze. Autor metody elektroterapii zwanej „Systemem Jodko”. Założyciel systematycznych obserwacji meteorologicznych i fenologicznych. Urodził się na terenie dzisiejszej Białorusi w szlacheckiej rodzinie wyznania rzymskokatolickiego herbu Lis.

## Biografia
Jego rodzicami byli Otton Jodko-Narkiewicz i Aniela z Estków (wnuczka starszej siostry Tadeusza Kościuszki). Jakub urodził się w majątku rodziców matki w Turyniu koło Puchowicz na południe od Mińska Litewskiego i wychował w majątku ojca Nadniemen (Małackowszczyźna) koło miasta Uzda. Uczył się w Gimnazjum klasycznym w Mińsku (1861-1865). Następnie studiował w Konserwatorium Muzycznym w Paryżu. Po ukończeniu studiów rozpoczął karierę jako pianista. W latach 1868-1869 wykładał kurs teorii muzyki w Instytucie Maryjskim w Moskwie. W 1869 roku rozpoczął studia z medycyny na Uniwersytecie Sorbona w Paryżu. Następnie przebywał w Instytucie Medycznym we Florencji i na Uniwersytecie Wiedeńskim.
W 1871 roku z powodu choroby ojca i młodszej siostry Anieli Koziełł (1850-1875) wrócił do majątku ojca Nadniemen koło Piaseczna na południe od Mińska i w jego pobliżu osiadł w majątku Ottonowo. W 1872 roku ożenił się w Warszawie w parafii Przemienienia Pańskiego z Heleną Jadwigą Joanną Pieślak. W majątku Ottonowo w 1884 roku zbudował według własnej koncepcji stację meteorologiczną. W 1888 roku po śmierci ojca został jedynym właścicielem majątku Nadniemen. W 1891 r. Narkiewicz-Jodko założył w podziemiach swojego pałacu pracownię elektrograficzną. Za swoje prace doświadczalne został odznaczony medalem Rosyjskiego Towarzystwa Geograficznego oraz Orderami św. Anny i św. Stanisława. Stał się także członkiem licznych towarzystw naukowych, m.in. Członkiem honorowym Wileńskiego Towarzystwa Lekarskiego, Rosyjskiego Towarzystwa Fizyko-Chemicznego (1891), Włoskiego Towarzystwa Medycznego i Biologicznego (1893), Francuskiego Towarzystwa Elektroterapeutycznego przy Paryskiej Akademii Nauk (1894), Towarzystwa Galileusza we Florencji (1892), Francuskiego Towarzystwa Astronomicznego (1894).   
W 1892 r. Narkiewicz-Jodko założył w swoim majątku sanatorium dla osób chorych neurologicznie, w którym do diagnozowania pacjentów stosowano elektrografię. Leczenie uzupełniano wodą, powietrzem, światłem, hipnoterapią, muzykoterapią, gimnastyką, leczeniem kumysem i kefirem oraz wykorzystywaniem lokalnych wód mineralnych. Naukowiec badał wpływ światła słonecznego na pacjentów z anemią i nerwicami. Jako lekarz Jakub Jodko Narkiewicz propagował higieniczne warunki życia miejscowej ludności, zapewniał bezpłatną opiekę medyczną i ambulatoryjną mieszkańcom wsi o niskich dochodach oraz monitorował stan zdrowia ich bydła.  
W 1896 r. opublikował swoje prekursorskie badania nad aurą i pierwsze wykonane przez siebie jej fotografie. W 1896 r. ukazała się w Paryżu książka Marii Decresp „La vie et les œuvres de M. de Narkiewicz-Iodko”, poświęcona jego życiu i twórczości naukowej Narkiewicza-Jodko. Jakub Narkiewicz-Jodko został przyjęty przez papieża Leona XIII i otrzymał od niego tytuł szambelana papieskiego („cameriere di spada e cappa”). 
Jakby Jodko-Narkiewicz zmarł w 1905 roku w Wiedniu podczas powrotu z podróży do Włoch. Został pochowany na cmentarzu rodzinnym w swoim majątku Nadniemen. 
Jego synem był Konrad Jodko-Narkiewicz. Jego córka Helena Anna Aniela Jodko-Narkiewicz została pochowana na Cmentarzu Powstańców Warszawy. 
Kilkadziesiąt lat później jego pracę rozwinęło twórczo małżeństwo Kirlianowów w ZSRR, od którego nazwiska utworzyli terminy „fotografia kirlianowska” i „aura Kirliana”.

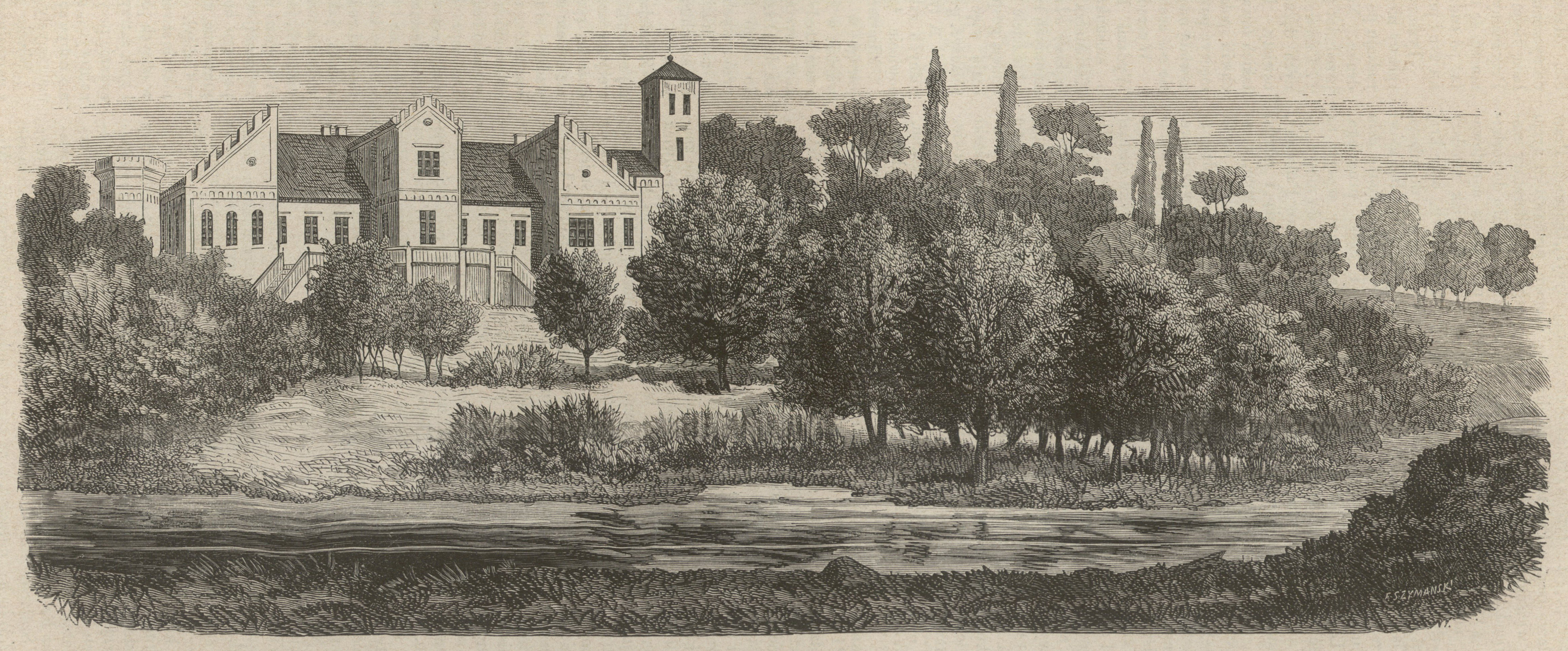
Pałac Nadniemen od strony rzeki
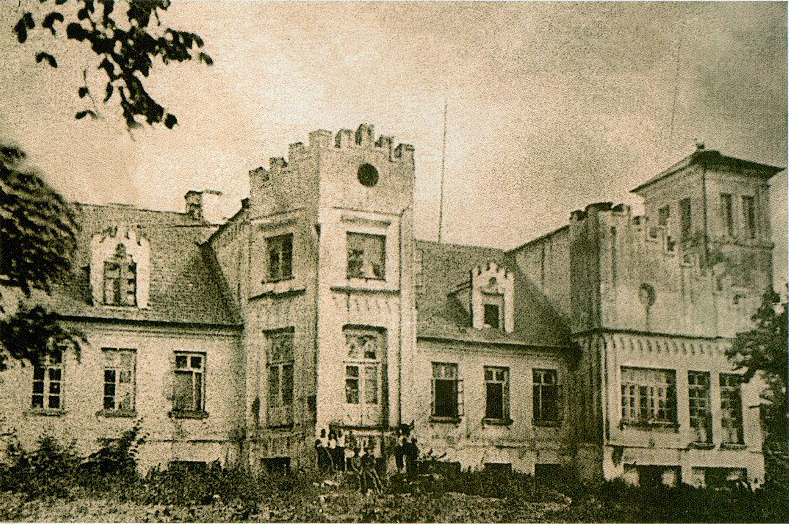
Pałac Nadniemen od strony rzeki
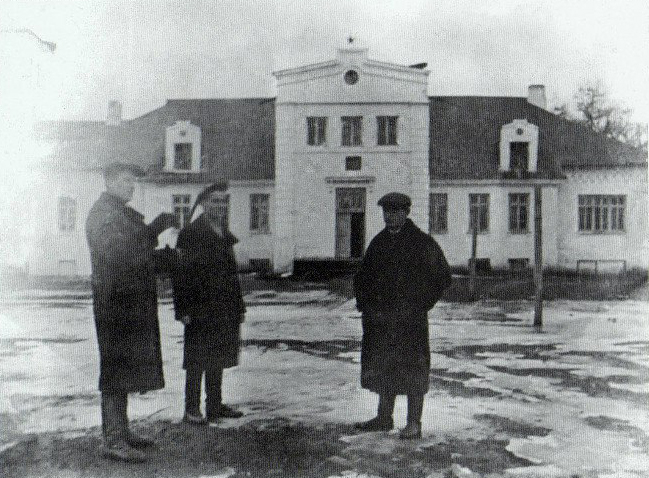
Pałac Nadniemen od strony parku
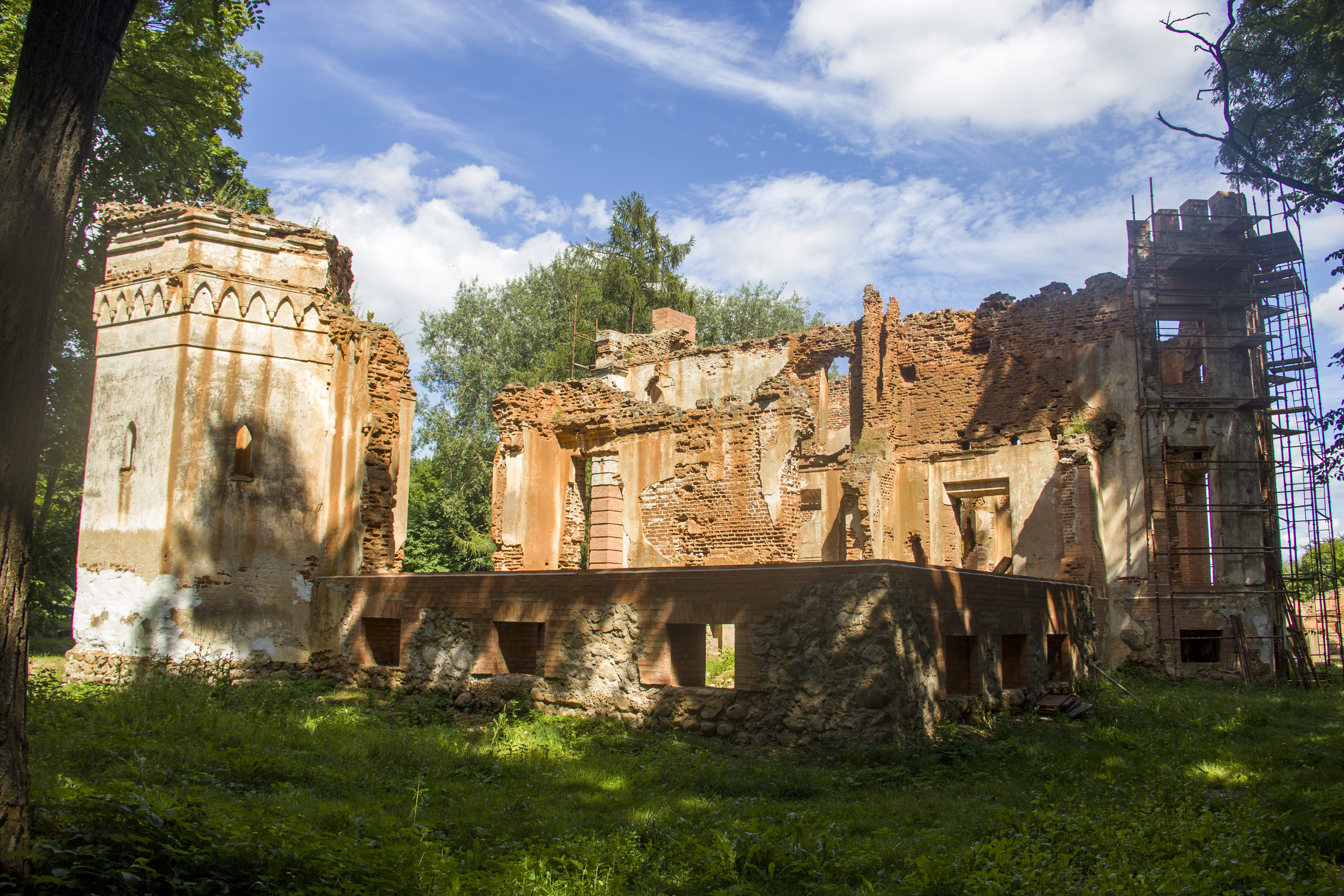
Pałac Nadniemen